# Julius Maada Bio

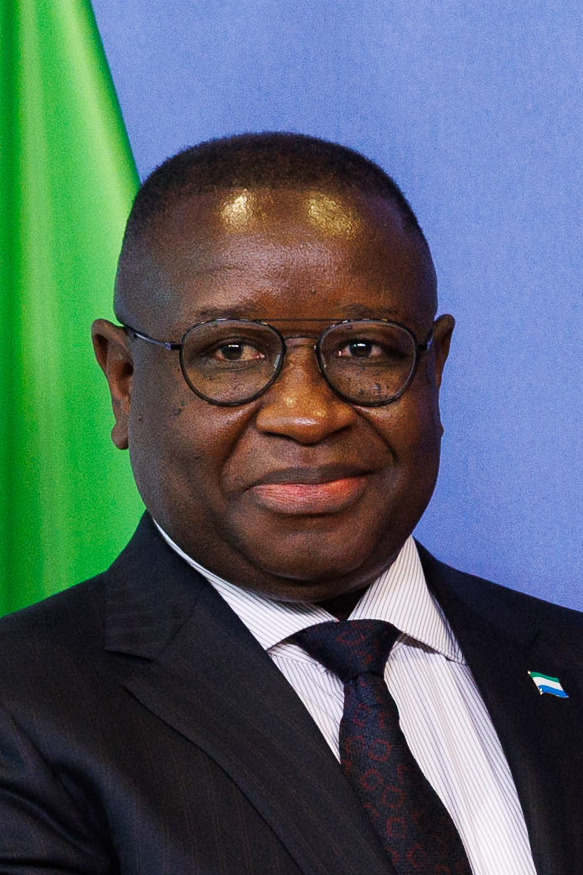
Julius Maada Bio (2023)

Julius Maada Wonie Bio (* 12. Mai 1964 in Tihun) ist seit dem 4. April 2018 Staatspräsident von Sierra Leone. Der ehemalige Brigadier der Sierra Leone Armed Forces war bereits 1996 kurzzeitig Staatsoberhaupt.

## Staatschef
General Bio leitete am 16. Januar 1996 den Putsch gegen den Militärmachthaber Valentine Strasser, dessen Stellvertreter er bislang war. Die neue Regierung suspendierte zunächst die für den 26. Februar 1996 geplanten Wahlen, durch die Sierra Leone wieder eine Zivilregierung erhalten sollte. Seine Machtübernahme wurde zunächst mit Skepsis betrachtet, da Bios Schwester angeblich eine wichtige Position bei der Rebellenorganisation Revolutionary United Front innehatte und ihm ein enges Verhältnis zu Nigerias Diktator Sani Abacha nachgesagt wurde.
Die ersten freien Wahlen seit Jahrzehnten fanden dann doch Ende Februar statt, und Bio übergab die Macht am 29. März 1996 an den gewählten Präsidenten Ahmad Tejan Kabbah. Der bereits seit 1991 andauernde Bürgerkrieg ging während Bios kurzer Amtszeit weiter, wobei er vergeblich versuchte, mit den Rebellen zu einer Verständigung zu kommen.

## Präsidentschaft
Bio trug zu den ersten freien Wahlen 1996 bei und wird – laut Die Zeit – von vielen des Landes als „Vater der modernen Demokratie“ Sierra Leones verehrt.
Bio galt als möglicher Kandidat für das Amt des Vizepräsidenten bei den Präsidentschaftswahlen 2007. Bei der Präsidentschaftswahl 2012 war er der Kandidat der Oppositionspartei Sierra Leone People’s Party und trat gegen Amtsinhaber Ernest Koroma (APC) an. Bio verlor die Wahl am 17. November 2012 mit 37,4 zu 58,7 Prozent gegen Koroma. Obwohl Beobachter von freien und fairen Wahlen sprachen, rief Bio die Bürger dazu auf, gegen das Ergebnis Beschwerde beim Obersten Gerichtshof einzulegen und hielt Manipulationsvorwürfe aufrecht.
2018 kandidierte er erneut. Diesmal konnte er sich bei der Stichwahl am 31. März 2018 gegen den von der Regierungspartei unterstützten Samura Kamara durchsetzen.
Das erste Jahr im Amt des Präsidenten wurde von unabhängiger Presse als sehr erfolgreich beschrieben. Zu den Erfolgen zählt die Zurückzahlung großer Summen an nationalen Schulden, der massive Ausbau der Gesundheitsinfrastruktur und die freie Grundbildung. Bio ist der erste Präsident in der Geschichte des Landes, der neun Monate ohne internationale Finanzhilfen auskam.
2021 kam Bio in die Schlagzeilen, da seine Ehefrau in einen großen Korruptionsskandal verwickelt sein soll.
Am 24. Juni 2023 wurde Bio im ersten Wahlgang für eine zweite Amtszeit wiedergewählt und am 27. Juni 2023 vereidigt.

## Privates
Bio entstammt dem Volk der Sherbro. Er war eines von 35 Kindern des Paramount Chiefs Charlie Wonie Bio II.
Bio ist katholischer Christ. Er trennte sich im Jahr 2007 von seiner ersten Ehefrau Francess Bio. 2013 ehelichte er Fatima Maada Bio, eine Muslima mit gambischer Staatsbürgerschaft, die in Kono aufwuchs. Sie heirateten in London sowohl kirchlich als auch nach muslimischem Brauch in einer Moschee. Mit ihr hat Bio ein Kind, dazu kommen drei weitere Kinder aus der vorigen Ehe.

## Auszeichnungen
- 2019: South-South Cooperation Trophy für herausragende Führungsqualitäten, 6. International Africa Development Forum[12]
- 2019: Leadership Award, The Commonwealth of Massachusetts[13]
- 2018: Ehrengrad des West African College of Physicians[14]
- 2017: African Leadership Award[15]